# Xylen

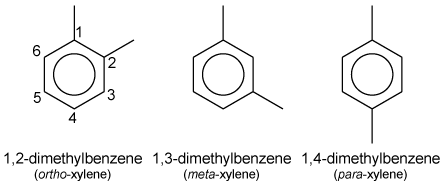
Các đồng phân của xylen

Xylen là một nhóm ba dẫn xuất của benzen là ba đồng phân octo-, meta-, và para- của đimêtyl benzen. Các đồng phân o-, m- và p- được đặc trưng bởi vị trí các nguyên tử cacbon (của vòng benzen) mà 2 nhóm metyl đính vào. Các đồng phân o, m và p có tên thay thế lần lượt là 1,2-đimêtylbenzen, 1,3-đimêtylbenzen và 1,4-đimêtylbenzen. Các xylen có đồng phân là êtylbenzen

## Tính chất
| Các đồng phân của xylen                                                                                  | Các đồng phân của xylen                                   | Các đồng phân của xylen                                     | Các đồng phân của xylen                                     | Các đồng phân của xylen                                     |
| Tổng quan                                                                                                | Tổng quan                                                 | Tổng quan                                                   | Tổng quan                                                   | Tổng quan                                                   |
| --- | --------------------------------------------------------- | ----------------------------------------------------------- | ----------------------------------------------------------- | ----------------------------------------------------------- |
| Tên thông thường                                                                                         | Xylen                                                     | o-Xylen                                                     | m-Xylen                                                     | p-Xylen                                                     |
| Tên thay thế                                                                                             | Đimêtylbenzens                                            | 1,2-Đimêtylbenzen                                           | 1,3-Đimêtylbenzen                                           | 1,4-Đimêtylbenzen                                           |
| Tên khác                                                                                                 | Xylol                                                     | o-Xylol; Octoxylen                                          | m-Xylol; Metaxylen                                          | p-Xylol; Paraxylen                                          |
| Công thức hóa học                                                                                        | C8H10                                                     | C8H10                                                       | C8H10                                                       | C8H10                                                       |
| SMILES                                                                                                   |                                                           | Cc1c(C)cccc1                                                | Cc1cc(C)ccc1                                                | Cc1ccc(C)cc1                                                |
| Phân tử gam                                                                                              | 106,16 g/mol                                              | 106,16 g/mol                                                | 106,16 g/mol                                                | 106,16 g/mol                                                |
| Bề ngoài                                                                                                 | chất lỏng không màu                                       | chất lỏng không màu                                         | chất lỏng không màu                                         | chất lỏng không màu                                         |
| số CAS                                                                                                   | [1330-20-7]                                               | [95-47-6]                                                   | [108-38-3]                                                  | [106-42-3]                                                  |
| Thuộc tính                                                                                               |                                                           |                                                             |                                                             |                                                             |
| Tỷ trọng và pha                                                                                          | 0,864 g/mL, lỏng                                          | 0,88 g/mL, lỏng                                             | 0,86 g/mL, lỏng                                             | 0,86 g/mL, lỏng                                             |
| Độ hoà tan trong nước                                                                                    | không hoà tan                                             | không hoà tan                                               | không hoà tan                                               | không hoà tan                                               |
| Hoà tan trong các dung môi không phân cực như các hyđrocacbon thơm                                       |                                                           |                                                             |                                                             |                                                             |
| Nhiệt độ nóng chảy                                                                                       | -47,4 °C (226 K)                                          | −25 °C (248 K)                                              | −48 °C (225 K)                                              | 13 °C (286 K)                                               |
| Nhiệt độsôi                                                                                              | 138,5 °C (412 K)                                          | 144 °C (417 K)                                              | 139 °C (412 K)                                              | 138 °C (411 K)                                              |
| Độ nhớt                                                                                                  |                                                           | 0,812 cP ở 2000 °C                                          | 0,62 cP ở 2000 °C                                           | 0,34 cP ở 3000 °C                                           |
| Nguy hiểm                                                                                                |                                                           |                                                             |                                                             |                                                             |
| MSDS | Xylen Lưu trữ ngày 3 tháng 2 năm 2009 tại Wayback Machine | o-Xylen Lưu trữ ngày 2 tháng 2 năm 2009 tại Wayback Machine | m-Xylen Lưu trữ ngày 3 tháng 2 năm 2009 tại Wayback Machine | p-Xylen Lưu trữ ngày 2 tháng 2 năm 2009 tại Wayback Machine |
| Phân loại của EU                                                                                         | Gây hại (Xn)                                              | Gây hại (Xn)                                                | Gây hại (Xn)                                                | Gây hại (Xn)                                                |
| Điểm bốc cháy                                                                                            | 24 °C                                                     | 17 °C                                                       | 25 °C                                                       | 25 °C                                                       |
| Nguy hiểm và an toàn                                                                                     | R10, R20/21, R38: S2, S25                                 | R10, R20/21, R38: S2, S25                                   | R10, R20/21, R38: S2, S25                                   | R10, R20/21, R38: S2, S25                                   |
| Số RTECS                                                                                                 |                                                           | ZE2450000                                                   | ZE2275000                                                   | ZE2625000                                                   |
| Dữ liệu bổ sung                                                                                          |                                                           |                                                             |                                                             |                                                             |
| Cấu trúc và tính chất                                                                                    | n, εr, v.v..                                              | n, εr, v.v..                                                | n, εr, v.v..                                                | n, εr, v.v..                                                |
| Tính chất nhiệt động                                                                                     | Pha Rắn, lỏng, khí                                        | Pha Rắn, lỏng, khí                                          | Pha Rắn, lỏng, khí                                          | Pha Rắn, lỏng, khí                                          |
| Phổ | UV, IR, NMR, MS                                           | UV, IR, NMR, MS                                             | UV, IR, NMR, MS                                             | UV, IR, NMR, MS                                             |
| Hóa chất liên quan                                                                                       |                                                           |                                                             |                                                             |                                                             |
| Các hyđrocacbon thơm liên quan                                                                           | toluen, mesitylen, benzen, etylbenzen                     | toluen, mesitylen, benzen, etylbenzen                       | toluen, mesitylen, benzen, etylbenzen                       | toluen, mesitylen, benzen, etylbenzen                       |
| Hợp chất liên quan                                                                                       | xylenol - các dạng của phenol                             | xylenol - các dạng của phenol                               | xylenol - các dạng của phenol                               | xylenol - các dạng của phenol                               |
| Ngoại trừ có thông báo khác, các dữ liệu được lấy ở 25°C, 100 kPa Thông tin về sự phủ nhận và tham chiếu |                                                           |                                                             |                                                             |                                                             |

## Độc tính
- Gây ô nhiễm môi trường.
- Tiếp xúc nhiều qua đường hô hấp có thể gây buồn ngủ, suy hô hấp và ngộ độc.
- Tiếp xúc thời gian dài có thể gây ung thư.

## Điều chế
Xylen có thể được tách trực tiếp từ dầu thô
Ngoài ra, có thể sản xuất thông qua methyl hoá benzen hoặc toluene
C6H6 + H3C-OH -> C6H5CH3 + H2O
C6H5CH3 + H3C-OH -> C6H4(CH3)2 + H2O
Trong phản ứng này, cần có xúc tác axit đặc.
Khoảng 40-65% sản phẩm là m-xylen, có thể có đến 20% mỗi sản phẩm là o-xylen hoặc p-xylene, thậm chí là ethylbenzene.

## Ứng dụng
o-xylen được dùng để điều chế anhydrit phtalic, thứ được dùng để sản xuất thuốc nhuộm triphenylmethan.
m-xylen được dùng để sản xuất 3-aminophenol, cũng để sản xuất thuốc nhuộm triphenylmethan, chủ yếu là màu tím và xanh
p-xylen được dùng để sản xuất axit terephtalic, vốn được dùng để sản xuất nhựa PETE.